# Vals-le-Chastel
Vals-le-Chastel är en kommun i departementet Haute-Loire i regionen Auvergne-Rhône-Alpes i centrala Frankrike. Kommunen ligger i kantonen Paulhaguet som tillhör arrondissementet Brioude. År 2022 hade Vals-le-Chastel 39 invånare.

## Befolkningsutveckling
Antalet invånare i kommunen Vals-le-Chastel
| Referens: INSEE |